# الظهر (السياني)

تعديل مصدري - تعديل

الظهر محلة تابعة لقرية ذي نعوم، التابعة لعزلة النقيلين بمديرية السياني إحدى مديريات محافظة إب في الجمهورية اليمنية.، بلغ تعداد سكانها 82 حسب تعداد اليمن لعام 2004.